# Aleksander Ferens
Aleksander Ferens (ur. 15 maja 1969) – polski samorządowiec, z wykształcenia prawnik, od 2019 Burmistrz Dzielnicy Śródmieście m.st. Warszawy.

## Życiorys

### Wykształcenie
Jest absolwentem prawa, a następnie podyplomowych studiów Kontrola, Nadzór i Audyt w Administracji Publicznej na Wydziale Prawa Uniwersytetu Warszawskiego (2010). Został także absolwentem studiów MBA w Collegium Humanum – Szkole Głównej Menedżerskiej w Warszawie.

### Działalność zawodowa
Pracownik Kancelarii Senatu RP (1992), Konfederacji Pracodawców Polskich (1993), biura zarządu Pałacu Kultury i Nauki sp. z o.o. (1990-2003), Agencji Restrukturyzacji i Modernizacji Rolnictwa (2005-2011), Agencji Nieruchomości Rolnych (2011-2012), Mazowieckiego Portu Lotniczego Warszawa-Modlin (2012-2019).

### Działalność polityczna i społeczna
Od 1987 członek Niezależnego Zrzeszenia Studentów. W 1988 został redaktorem naczelnym podziemnego pisma NSZ „Prawo Głosu” oraz współredagował podziemne pismo „FBI - Fakty. Biuletyn Informacyjny”. Uczestniczył w strajkach w 1988 i 1989. Pełnił obowiązki przewodniczącego NZS Uniwersytetu Warszawskiego. Od momentu legalizacji stowarzyszenia do 1991 administrował Biurem Krajowym NZS.
W trakcie studiów na Wydziale Prawa i Administracji Uniwersytetu Warszawskiego był dwukrotnie członkiem Rady Wydziału i studenckim senatorem Uniwersytetu Warszawskiego. W Kancelarii Senatu współpracował przy tworzeniu ustaw tworzących podstawy funkcjonowania samorządu terytorialnego w Polsce (m.in. ustawy o Regionalnych Izbach Obrachunkowych), a następnie przy projekcie ustawy o ustroju m.st. Warszawy. 
W 1990 był współzałożycielem stowarzyszenia „Junior Enterprise”, którego celem było umożliwienie studentom wykonywania pracy zawodowej zgodnej z kierunkiem nauki, jeszcze w trakcie jej trwania. Brał udział w pracach Polskiej Rady Młodzieży.
W 1991 rozpoczął działalność w Kongresie Liberalno-Demokratycznym, a także współtworzył stowarzyszenie „Młodzi Liberałowie”, w którym został Przewodniczącym Krajowej Komisji Rewizyjnej. W wyborach parlamentarnych w 1993 bez powodzenia ubiegał się o mandat poselski w okręgu warszawskim z listy KLD. W 1994 uczestniczył w tworzeniu Stowarzyszenia Młodzi Demokraci i został pierwszym przewodniczącym jego Krajowej Komisji Rewizyjnej. Członek Unii Wolności od 1994.
W latach 1994–1998 pełnił mandat radnego Dzielnicy Śródmieście w Warszawie, będąc przewodniczącym Komisji Samorządu Terytorialnego. W wyborach samorządowych w 1998 bezskutecznie ubiegał się o mandat radnego gminy Warszawa-Centrum z listy Sojuszu Lewicy Demokratycznej. 
W 2001 rozpoczął działalność w Ruchu Obywatelskim „Platforma Obywatelska”, a następnie partii politycznej Platforma Obywatelska. W 2014 został wybrany na radnego Dzielnicy Śródmieście, pełniąc funkcję przewodniczącego Komisji Ładu Przestrzennego, Ochrony Środowiska i Gospodarki Komunalnej. W 2024 wszedł w skład rady nadzorczej Miejskiego Przedsiębiorstwa Energetyki Cieplnej w Gostyninie.

## Życie prywatne
Jego matka była dziennikarką, ojciec prawnikiem. Jest żonaty, ma pełnoletnią córkę. Prywatnie interesuje się historią, w szczególności marynistyką i militarystyką, a także literaturą oraz turystyką.